# Antoni Kamiński (socjolog)
Antoni Zdzisław Kamiński (ur. 23 września 1942 w Warszawie) – polski socjolog, badacz instytucji polityczno-gospodarczych, profesor nauk humanistycznych, działacz państwowy i społeczny.

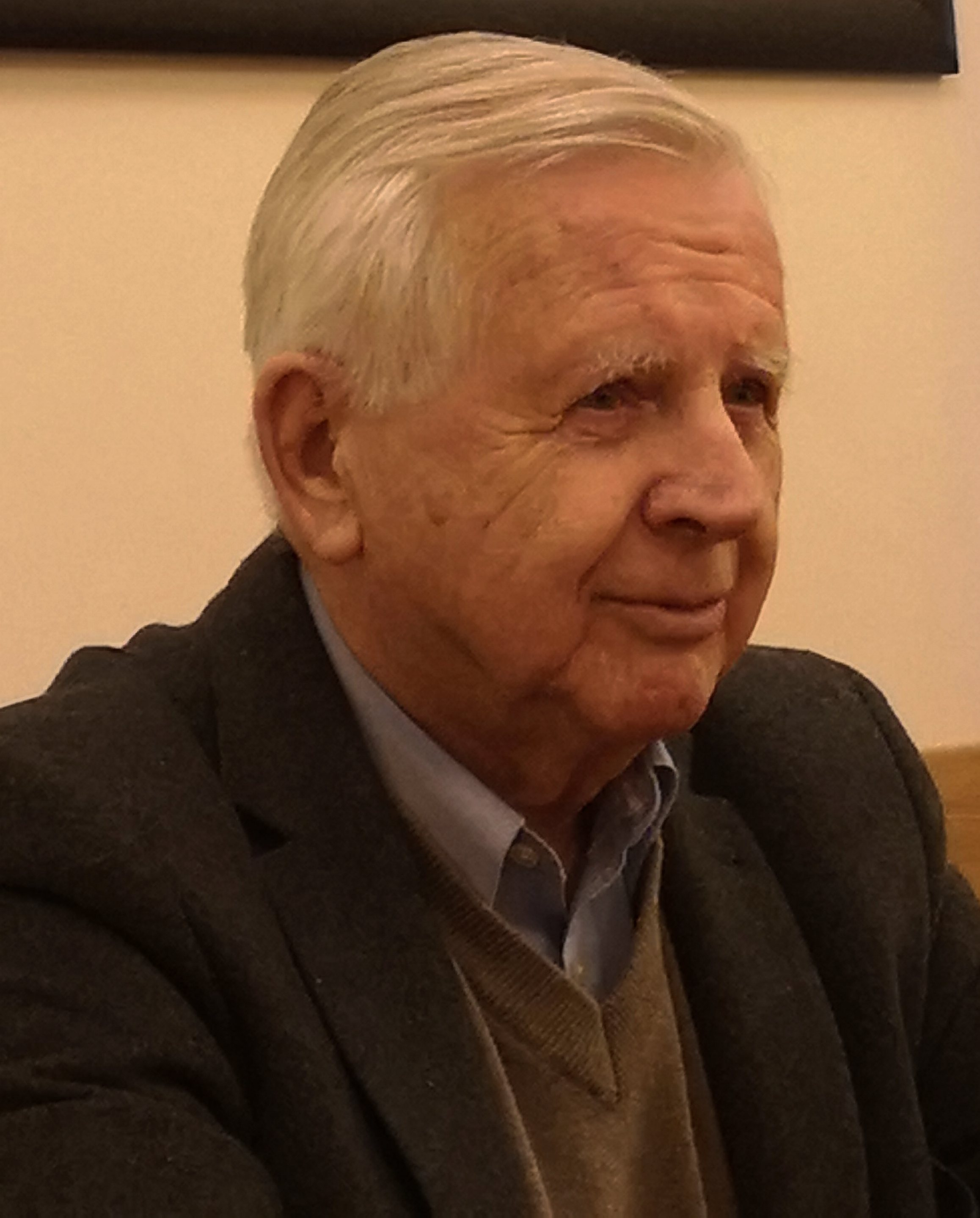
Antoni Kamiński, 2022 r.

## Życiorys
W 1968 ukończył studia socjologiczne na Wydziale Filozofii Uniwersytetu Warszawskiego, w latach 1969-1990 pracował na macierzystej uczelni, w Instytucie Socjologii. W 1974 obronił pracę doktorską Władza a racjonalność – studium z socjologii współczesnego kapitalizmu, której promotorem był Włodzimierz Wesołowski, w 1982 habilitował się na podstawie dorobku naukowego oraz pracy Monopol i konkurencja. Socjologiczna analiza instytucji polityczno-gospodarczych. W latach 1984–1990 był dyrektorem Instytutu.
Od listopada 1990 do stycznia 1993 był wicedyrektorem Departamentu Europy Ministerstwa Spraw Zagranicznych, równocześnie od października 1991 do grudnia 1992 dyrektorem Polskiego Instytutu Spraw Międzynarodowych, od lutego do grudnia 1993 dyrektorem Departamentu Studiów Strategicznych Ministerstwa Obrony Narodowej. Od 1994 pracuje w Instytucie Studiów Politycznych PAN, gdzie kieruje Zakładem Bezpieczeństwa Międzynarodowego i Studiów Strategicznych. W 1993 otrzymał tytuł profesora nauk humanistycznych. Był także wykładowcą Collegium Civitas.
W latach 1997–1998 wchodził w skład Rady do spraw Reformy Państwa przy Prezesie Rady Ministrów, w latach 2006-2008 był członkiem Rady Administracji Publicznej przy Prezesie Rady Ministrów, w 2015 został członkiem Narodowej Rady Rozwoju. 15 grudnia 2021 powołany w skład Rady ds. Bezpieczeństwa i Obronności przy Prezydencie RP.  
Był założycielem i w latach 1999-2001 pierwszym prezesem polskiego oddziału Transparency International. Był także ekspertem Ruchu Obywatelskiego na rzecz Jednomandatowych Okręgów Wyborczych i sygnatariuszem deklaracji programowej ruchu JOW Bezpartyjni.
Wszedł w skład komitetu wspierającego kandydaturę Karola Nawrockiego na prezydenta RP w wyborach w 2025.
Jest synem Wandy Kamińskiej.

## Publikacje
- Władza a racjonalność. Studium z socjologii współczesnej kapitalizmu (1976)
- Monopol i konkurencja. Socjologiczna analiza instytucji polityczno-gospodarczych (1984)
- An Institutional Theory of Communist Regimes. Design, Function, and Breakdown (1992)
- Korupcja rządów. Państwa pokomunistyczne wobec globalizacji (2004) – z Bartłomiejem Kamińskim
- Polityka bez strategii. Bezpieczeństwo Europy Środkowo-Wschodniej i Polski w perspektywie ładu globalnego (2008) – redaktor i jeden z autorów
- Dezercja elit. Konsolidacja ustroju politycznego w pokomunistycznej Polsce (2014)
- Świat na krawędzi. Czy ustrój liberalno-konstytucyjny sprostawyzwaniom współczesności (2023) - z Bartłomiejem Kamińskim